# João Amin
João Antônio Heinzen Amin Helou (Florianópolis, 7 de junho de 1980) mais conhecido como João Amin é um administrador e político brasileiro filiado ao Progressistas (PP). Atualmente é Deputado estadual de Santa Catarina. É filho do ex-governador de Santa Catarina e atual senador Esperidião Amin e da ex-prefeita de Florianópolis, Angela Amin.
Nas eleições municipais de 2008 foi eleito vereador e em 2012 foi eleito vice-prefeito de Florianópolis, na chapa de César Souza Jr. em 2014 renunciou ao mandato para concorrer ao cargo de Deputado Estadual de Santa Catarina.

Nas eleições de 2014, em 5 de outubro, foi eleito deputado estadual para a Assembleia Legislativa de Santa Catarina na 18ª legislatura (2015 — 2019). Assumiu o cargo em 1 de fevereiro de 2015.